# Cremastus scitulus
Cremastus scitulus là một loài tò vò trong họ Ichneumonidae.